# ORP Zbyszko
ORP Zbyszko (R-14) – polski okręt ratowniczy należący do 3. Flotylli Okrętów.

## Historia
Okręt został zwodowany w stoczni w Ustce w 1990 roku, jako pierwszy z dwóch okrętów ratowniczych projektu 5002. W 2016 roku został zmodernizowany przez Stocznię Marynarki Wojennej. Zamontowano nowoczesny system LARS który składa się między innymi z wyciągarki i dzwonu nurkowego oraz zmodernizowano komory dekompresyjne. Na jednostce przeprowadzono także gruntowny remont silników i urządzeń nawigacyjnych.

## Przeznaczenie okrętu
Okręt jest przeznaczony do wykonywania działań poszukiwawczo-ratowniczych, patrolowania wyznaczonych terenów, zabezpieczania procesu szkolenia nurków i płetwonurków oraz ściągania jednostek pływających z mielizny. Jest wyposażony w dwa działka wodne służące do walki z pożarem. Współpracuje z lotnictwem i innymi jednostkami nawodnymi w celu w poszukiwania i ewakuacji rozbitków. Współdziała w zakresie wspólnego szkolenia z jednostkami SAR. Zabezpiecza siły obrony przeciwminowej oraz załadunek i wyładunek techniki wojskowej. Grupa nurków wchodząca w skład załogi może prowadzić prace podwodne do 80 metrów.